# Compendio de Ciencia de la Policía
Compendio de ciencia de la policía  es un libro escrito por el abogado y policía argentino Enrique Fentanes, cuya temática principal es la ciencias de la seguridad.
Fue publicado por la Editorial Policial (Buenos Aires, Argentina) en el año 1979, se encuentra redactado en idioma español y con un total de 203 páginas. Esta obra es la síntesis del labor realizado por Fentanes a lo largo de su vida, en el marco de la literatura científica dentro de los estudios policiales.

## Sobre la obra
La obra describe distintos aspectos propios de la función policial, desde el propio enfoque de la institución en la cual el ejerció su carrera laboral, la Policía Federal Argentina.
En la misma se describen diversos conceptos y apreciaciones, desde un enfoque empirista y observacional. Con una visión orgánica de al institución y pragmática, Fentanes desarrolla aspectos orientados a la función policial como también a los Estudios Policiales, siempre desde la óptica de la institución donde ejerce su carrera.
En este sentido se desarrolla el concepto de Ciencia de la Policía desde el enfoque de una Ciencia Factual Cultural, tal el esquema de Heinrich Rickert. También desarrolla el concepto de Autonomía funcional, como otros aspectos del rol policial y del derecho administrativo propio de las instituciones del Estado.

## Legado
Esta obra es descrita por el Doctor, Daniel Russo como "una obra póstuma que resume los contenidos del curso para Subcomisarios de la Escuela Superior de Policía, de la que él era, además, uno de sus fundadores". Al mismo tiempo, dado que se considera a Fentanes uno de los referentes intelectuales orgánicos de la región en materia policial, la obra ha sido material de estudio por parte del personal policial.